# Wanuskewin
Cet article concerne parc du patrimoine. Pour circonscription électorale, voir Saskatoon—Wanuskewin.

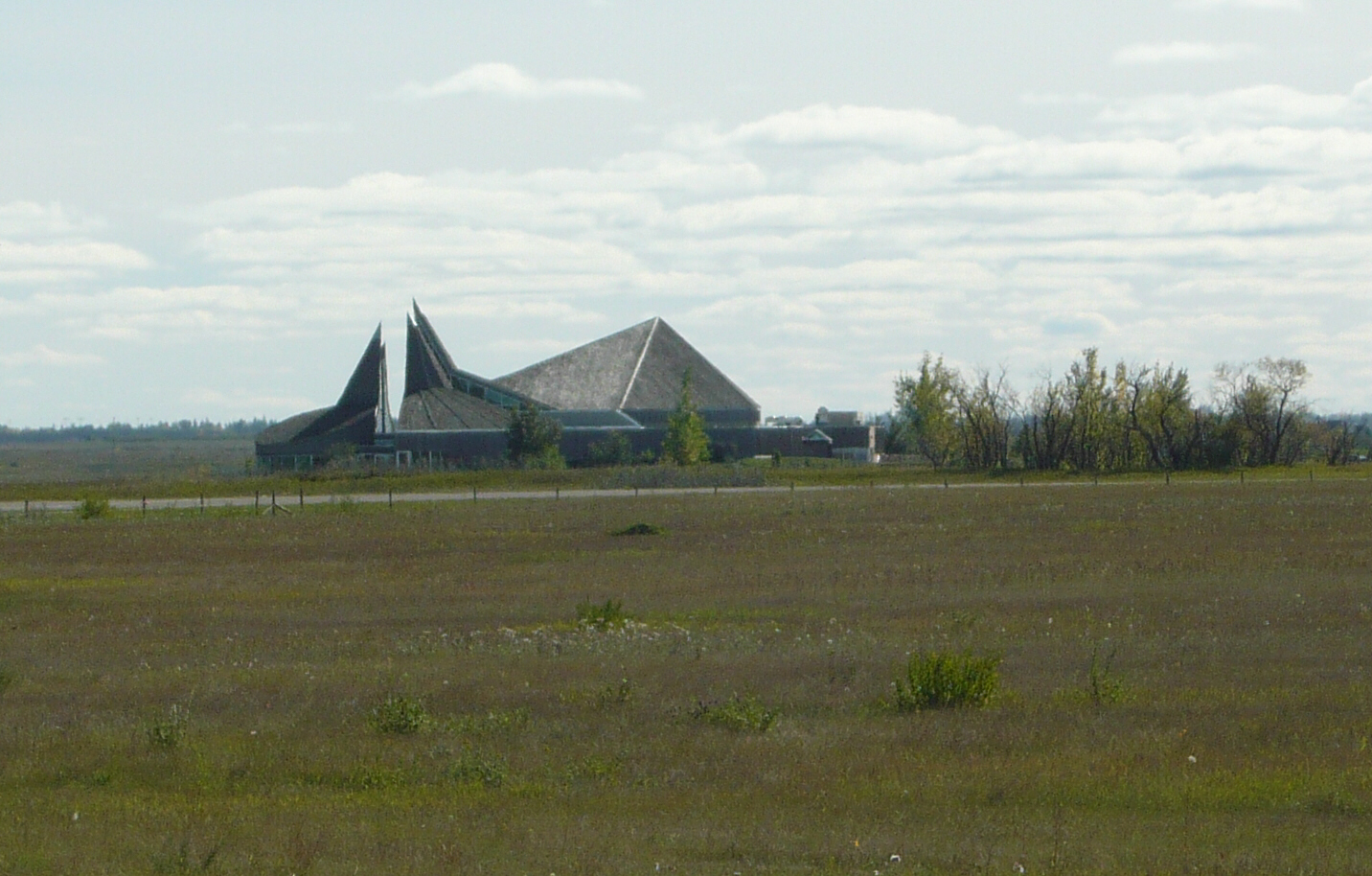
Le parc Wanuskewin

Wanuskewin est un parc du patrimoine situé à Saskatchewan au Canada qui sert de centre d'interprétation pour la culture crie. En cri, ᐋᐧᓇᐢᑫᐃᐧᐣ / wânaskêwi signifie « être en paix avec soi-même ». Emblématique des Premières Nations, le parc figure parmi les lieux historiques nationaux du Canada. Fondé en 1997, il est administré par la Wanuskewin Heritage Park Authority (WHPA).

## Histoire du parc

### Création et administration du parc
Le gouvernement de la province de Saskatchewan fonde le parc d'héritage en 1997 par le Wanuskewin Heritage Park Act. Ce texte fondateur jette les bases de l'organisation du site et définit les personnes responsables de son administration. Ainsi, l'article 3(2) de cette loi précise la composition de la Wanuskewin Heritage Park Authority. Comptant au maximum treize membres, celle-ci se compose de :
- un membre désigné par le Lieutenant-Gouverneur de Saskatchewan;
- un membre désigné par le Gouvernement fédéral canadien;
- un membre désigné par une résolution du Conseil de la ville de Saskatoon;
- un membre désigné par le Conseil des gouverneurs de l'université de Saskatchewan;
- un membre désigné par une résolution de l'Autorité de la vallée de Meewasin;
- un membre désigné par la Fédération des Nations indiennes de Saskatchewan;
- deux membres désignés par Wanuskewin Indian Heritage Inc.;
- pas plus de cinq membres désignés par The Friends of Wanuskewin Inc.

### Candidature au patrimoine mondial de l'UNESCO
En 2017, Catherine McKenna, alors ministre canadienne de l'environnement et du changement climatique, propose une liste de huit sites pour postuler à l'inscription au patrimoine mondial de l'UNESCO. En décembre 2019, le parc de Wanuskewin figure toujours sur la tentative list du Canada et sa candidature est en cours d'examen par l'organisation.